# Батальйон богатирів

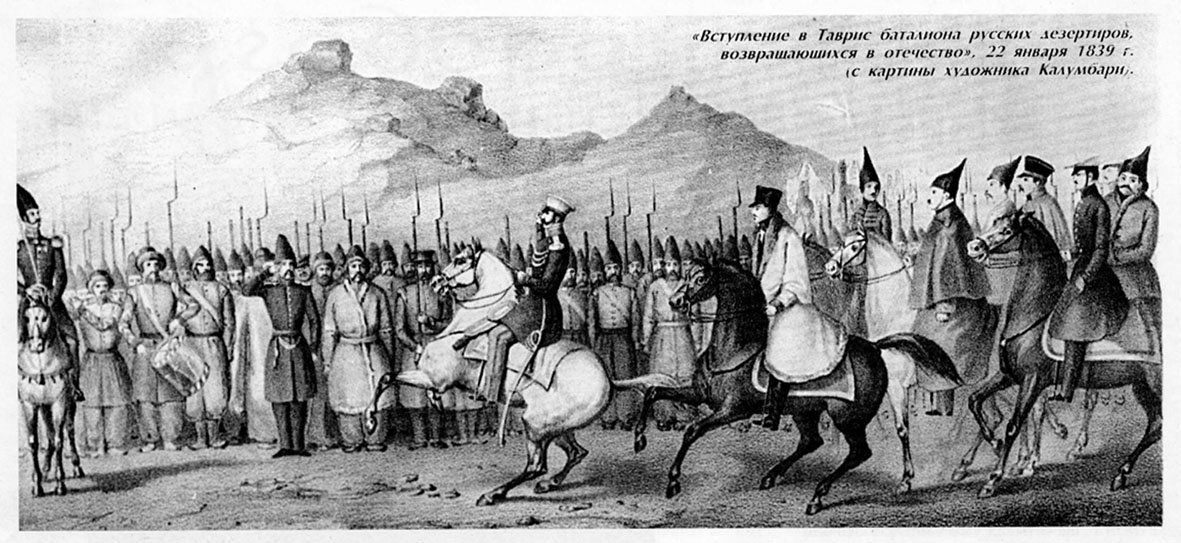
Вступ до Тавріс батліон російських дезертирів

Батальйон богатирів ("Бехади-ран") або "Російський батальйон" - іранське формування (батальйон), сформоване в XIX столітті з російських солдатів, що дезертували туди в різний час.
У 1839 капітан Л. Л. Альбранд переконав їх повернутися до Росії і особисто привів увесь батальйон до Тифлісу. Імператор Микола I, пробачивши тих, хто повернувся, наказав: проведені в перському війську роки зарахувати за дійсну службу, які вислужили 25-річний термін звільнити у відставку, а інших перевести в лінійні козаки.
Солдати, які перейшли під час втечі в іслам, були піддані церковному покаянню «за віровідступництво, вимушене крайністю».